# Ачкинадзе, Александр Шамильевич
Александр Шамильевич Ачкинадзе (род. 9 декабря 1945, Ленинград) — советский и российский учёный-кораблестроитель, специалист в области движителей и рулевых комплексов корабля, доктор технических наук, профессор, лауреат премии правительства Российской Федерации в области науки и техники (2001).

## Биография
Родился в семье Шамиля Даутовича Ачкинадзе (1904—?), крымчака, уроженца Карасубазара, участника Великой Отечественной войны, и Евгении Фёдоровны Ачкинадзе, соавтора книги «Пособие по художественной вязке» (М., 1959). Интерес к морскому делу проявился у Александра Шамильевича в школьные годы. Он занимался судомоделизмом и в 1961 году стал чемпионом Ленинграда в классе самоходных моделей. В 10-11 классах совмещал учёбу в школе с работой модельщика в Центральном военно-морском музее Ленинграда. С первого курса учёбы в университете он увлёкся созданием «зубчатого колеса, бегающего по воде», но быстро поняв бесперспективность этого направления, сохранил глубокий интерес к разработке судовых движителей. Теме гидродинамической кавитации и проблемам проектирования суперкавитирующих гребных винтов была посвящена его научная работа по защите кандидатской степени, в которой были найдены новаторские идеи и решения в области оптимизации строения гребных винтов и других составляющих движителя. В дальнейшем круг научных интересов стал более глубоким, Ачкинадзе нашёл решение для расширения классической теоремы Бетца-Поляхова, что стало основой для ряда эффективных программных продуктов при создании расчётов гребных винтов судовых движителей и повышения ходкости судов.
По учебнику, написанному А. Ш. Ачкинадзе (соавторы Л. С. Арутюшков и А. А. Русецкий), более 17 лет студенты изучают курс «Судовые движители», его ученики-дипломники живут и работают не только в России, но и за рубежом. Он инициировал организацию и проведение крупной Международной конференции «Лаврентьевские чтения» в СПбМГТУ, был докладчиком многих интернациональных симпозиумов, проводившихся в Англии, США, и Франции, опубликовал более ста научных работ.
- В 1969 году окончил с отличием Ленинградский кораблестроительный институт (ЛКИ) по специальности «Гидроаэродинамика».
- В 1969—1972 годах обучался в аспирантуре по кафедре теории корабля ЛКИ под руководством профессора В. М. Лаврентьева.
- В 1972—1973 годах — инженер кафедры теории корабля Санкт-Петербургского государственного морского технического университета (СПбГМТУ).
- В 1973—1981 годах — ассистент кафедры теории корабля СПбГМТУ.
- В 1975 году защитил кандидатскую диссертацию на тему «Применение линейной теории струйных течений для проектирования оптимальных сечений суперкавитирующих крыльев и винтов».
- В 1981—1994 годах — доцент кафедры теории корабля СПбГМТУ.
- В 1993 году защитил докторскую диссертацию на тему «Проектировочный расчет некавитирующих и сильнокавитирующих гребных винтов по вихревой теории с учётом нагрузки и радиальной неравномерности потока».
- С 1994 года — профессор кафедры теории корабля СПбГМТУ. В 1996 году утвержден в звании профессора. С 2002 по 2014 год — руководитель кафедры гидромеханики и морской акустики.
- Член НТО имени академика А. Н. Крылова, член бюро секции мореходных качеств, руководитель секции «Движители» традиционных Крыловских чтений[4].

## Научные интересы
- Вихревая теория гребного крыла и винта.
- Проектировочный расчет оптимальных гребных винтов и других лопастных устройств (соосные гребные винты, колеса Грима[нем.], ветротурбины).
- Суперкавитирующие гребные винты.
- Кавитация.
- Гидродинамика больших скоростей.
- Ходкость судна.
- Приложение методов математического программирования в корабельной гидродинамике.

## Практические результаты
- Проектирование соосных гребных винтов для скоростного пассажирского СМПВ.
- Сравнение двух реальных проектов колес Грима для транспортного судна с участием профессора Грима.
- Проектирование колеса Грима для большого рыболовного траулера проекта 394.
- Проектирование суперкавитирующего гребного винта для судна на подоводных крыльях.
- Проектирование осевой ветротурбины диаметром 6 метров.
- Участие в разработке программы проектировочного расчета гребного винта с использованием теории несущей поверхности.
- Участие в разработке программы расчета ходкости и выбора двигателя для морского транспортного судна.
- Участие в разработке программы трехмерной визуализации гребного винта.
- Участвовал во многих отечественных и зарубежных конференциях, симпозиумах, которые проводились в США, Англии и Франции.
- В 1974—1999 годах под руководством А. Ш. Ачкинадзе подготовлено к защите 22 дипломные работы и 2 кандидатские диссертации.

## Публикации
- Судовые движители. Учебник для вузов. Л., изд. «Судостроение», 1988 (соавторы: Артюшков Л. С., Русецкий А. А.).
- Ходкост на кораба. Часть I, Корабни Движители. (Учебник на болгарском языке.) Изд. ВМЕИ, Варна, НРБ, 1984 (соавторы: Стоянов С. Д., Иванов И. В.)).
- Проектировочный расчет оптимального гребного винта, приспособленного к попутному потоку судна, по вихревой теории. Типография СПбГМТУ, 1996.
- Автоматизированный выбор двигателя внутреннего сгорания для морского транспортного судна. Методические указания. СПбГМТУ, 1996 (соавтор: Гаврилов В. В.).
- Погружение в гидродинамику. Электронное учебное пособие на CD ROM диске. МИЦ СПбГМТУ, Центр мультимедиа при ГК РФ по высшему образованию, 1996 г. (соавторы: Нарвский А. С., Рыжов В. А., Спиридонов С. В., Солдатенков Д. И.).

## Награды
- Лауреат премии Правительства Российской Федерации в области науки и техники 2001 года[5].
- Лауреат премии Stanley Gray «Института морского инжиниринга, науки и технологии» (Лондон)[3].